# 瓦尔福尔纳切
瓦尔福尔纳切（義大利語：Valfornace）是意大利马尔凯大区馬切拉塔省的市镇。面积为48.61平方公里，2017年人口数量为1,026人。
本市镇是在2017年1月1日由菲奥尔迪蒙泰和皮耶韦博维利亚纳两市镇合并而成的。